# Добрино (Свердловская область)
Добрино — деревня в Таборинском районе Свердловской области России.

## География
Деревня Добрино муниципального образования «Таборинского муниципального района» расположена в 30 километрах (по автотрассе в 36 километрах) к югу-юго-западу от районного центра села Таборы. В окрестностях деревни находится Вогульское болото, а сама деревня примыкает к деревне Мочалка. 

## Население
| 2002 | 2010 | 2021 |
| ---- | ---- | ---- |
| 94   | ↘76  | ↘40  |